# Beim Rechtsanwalt
Beim Rechtsanwalt ist ein Kurzfilm mit Karl Valentin und Liesl Karlstadt aus dem Jahr 1936.

## Handlung
Bauer Berger und seine Tochter betreten das Büro von Rechtsanwalt Dr. Kluge „in Sachen Peter Oberpichler“. Damit beginnen die Missverständnisse, da Berger darauf beharrt, dass seine „Sachen“ ihm gehören. Oberpichler ist sein Stiefneffe, ein Begriff, den Berger durchaus nicht versteht.
Der schrullige Klient, der sich unter anderem als Hersteller von Hundelebkuchen betätigt, fühlt sich von seinem Stiefneffen hintergangen, da sich dieser um dreihundert Mark ein neues Motorrad kaufte. In dem ständig von Telefonanrufen unterbrochenen Gespräch stellt sich heraus, dass Oberpichler seinerseits mit dem Rechtsanwalt Kontakt aufgenommen hat. Da der Zug nicht wartet, teilt Berger dem Rechtsanwalt beim Verlassen seiner Kanzlei mit, er werde es nun so machen wie die anderen und ihn anrufen.

## Produktionsnotizen
Die Dreharbeiten fanden im März 1936 im Arri Atelier in München statt.